# Segundo Olmedo
Segundo Olmedo (ur. 20 kwietnia 1948, zm. 15 kwietnia 2024) – panamski zapaśnik w stylu wolnym. Dwukrotny olimpijczyk. Odpadł w eliminacjach na turnieju w Monachium 1972 i Montrealu 1976. Brązowy medalista igrzysk panamerykańskich w 1971 i 1975. Zdobył trzy srebrne medale na igrzyskach Ameryki Środkowej i Karaibów w latach 1970–1978. Trzykrotny medalista igrzysk boliwaryjskich, złoty w 1977. Mistrz igrzysk Ameryki Środkowej w 1973 roku.